# آلان حكيم
آلان حكيم (مواليد 3 أيار 1961) هو وزير لبناني سابق حائز على شهادة دكتوراه في مجال إدارة الأعمال وشهادة في الدراسات العليا في إدارة الأعمال وشهادة الماستر في التسويق من جامعة القديس يوسف وإجازة في علم إدارة الأعمال من الجامعة اللبنانية - الاميركية. ، شغل حقيبة وزارة الاقتصاد والتجارة في حكومة الرئيس تمام سلام وهو محسوب على تحالف 14 آذار.